# Redfall
Redfall — компьютерная игра в жанре шутера от первого лица, разработанная Arkane Studios и изданная Bethesda Softworks. Релиз игры состоялся 2 мая 2023 года для Windows и Xbox Series X/S.

## Геймплей
Redfall — это приключенческий шутер от первого лица с открытым миром, в котором есть как одиночный, так и кооперативный многопользовательский режимы. Игроки могут выбрать одного из четырёх игровых персонажей, обладающих уникальным опытом и способностями, чтобы сражаться как с вампирами, так и с человекоподобными врагами. Помимо вампиров, на острове действуют люди-культисты, поклоняющиеся вампирам как богам, и наёмники из частной военной компании Bellwether Security. В отличие от игр наподобие Left 4 Dead с их линейными миссиями, Redfall предлагает игрокам для исследования обширный открытый мир: игрок может как брать определённые задания, так и просто идти куда глаза глядят. Примерно половину этого мира занимает большой город, а другую половину — сельская местность. С освобождением каждого района в нём открывается безопасное убежище.

## Сюжет
Действие игры разворачивается в островном городе Редфолл, штат Массачусетс. После неудачного научного эксперимента легион вампиров вторгся в город и изолировал его от внешнего мира. Оказавшись в ловушке внутри Редфолла, игроки должны выбрать одного из четырёх уникальных выживших: криптозоолога и изобретателя Девиндера Кросли, телекинетической студентки Лейлы Эллисон, боевого инженера Реми де ла Роса и сверхъестественного снайпера Джейкоба Бойера — и убить своих врагов, вампиров и людей.

## Разработка
Впервые о Redfall было объявлено во время презентации Xbox и Bethesda в рамках E3 2021 13 июня 2021 года. Сокреативный директор Рикардо Баре заявил, что игра продолжит традицию Arkane, делающую каждую игру отличной от предыдущей, но по-прежнему будет сосредоточена на глубоком построении мира и изобретательной игровой механике. Руководитель Arkane Харви Смит сравнивал игру с Far Cry 2 и «S.T.A.L.K.E.R.: Тень Чернобыля».

## Отзывы критиков
| Сводный рейтинг       | Сводный рейтинг           |
| Агрегатор             | Оценка                    |
| --------------------- | ------------------------- |
| Metacritic            | 53/100 (PC) 56/100 (XSXS) |
| OpenCritic            | 57/100                    |
| Иноязычные издания    |                           |
| Издание               | Оценка                    |
| GameSpot              | 4/10                      |
| GamesRadar+           | [ 8 ]                     |
| IGN                   | 4/10                      |
| NME                   | [ 10 ]                    |
| PCGamesN              | 7/10                      |
| PC Gamer (US)         | 44/100                    |
| VG247                 | [ 13 ]                    |
| VideoGamer            | 7/10                      |
| Video Games Chronicle | [ 15 ]                    |
| Русскоязычные издания |                           |
| Издание               | Оценка                    |
| 3DNews                | 3,0/10                    |
| StopGame.ru           | «Мусор»                   |

Redfall получила «смешанные или посредственные» отзывы, согласно агрегатору рецензий Metacritic.
Рецензент Eurogamer Кристиан Донлан назвал игру «сумбурной и глубоко дефектной», но при этом не лишённой по-настоящему чарующих моментов. Люк Райли из IGN назвал игру «поразительно плохой по всем статьям» — у него не укладывалось в голове, как Arkane могла выпустить такую игру после Dishonored, Prey и Deathloop. По его мнению, игра в таком состоянии не должна была увидеть свет.
Руководитель Microsoft Gaming Фил Спенсер заявил, что разочарован и расстроен выпуском игры; он принёс свои извинения — по мнению Спенсера, Microsoft Gaming недостаточно хорошо объяснила Arkane, «что значит быть частью Xbox», и должна была прийти студии на помощь раньше, не оставлять разработку на самотёк.